# Paranothrotes diamesus
Paranothrotes diamesus är en insektsart som beskrevs av Bei-bienko 1957. Paranothrotes diamesus ingår i släktet Paranothrotes och familjen Pamphagidae. Inga underarter finns listade i Catalogue of Life.